# Пестрогрудый дятел
Пестрогрудый дятел (лат. Dendrocopos atratus) — мелкая птица семейства дятловых. Распространена в Индокитае, где населяет разреженные сосновые леса и окраины широколиственных лесов. Часто селится на культивируемых ландшафтах. Питается насекомыми, в том числе личинками жуков и муравьями. Вместе с близкородственным желтогрудым дятлом образует надвидовую группировку. Малоизученный вид.

## Описание
Небольшая птица плотного телосложения, размером со среднего пёстрого дятла: длина 21—22 см, масса 42—52 г. Спина и крылья чёрные с белым пятнистым рисунком. Горло беловатое, грудь и брюхо желтовато-охристые с многочисленными и тонкими продольными пестринами чёрного цвета. Подхвостье красное. Бока головы беловатые с чёрной полоской «усов» от основания клюва до зашейка. Самец выделяется ярко-красной шапочкой перьев ото лба до затылка. У самки эта шапочка окрашена в чёрный цвет. Вид очень похож на желтогрудого дятла, от которого отличается деталями окраски оперения. У желтогрудого пестрины в нижней части тела каплевидные и развиты больше на груди, чем на брюхе. Красные участки оперения не такие яркие, розовато-красные. Клюв тоньше.

## Распространение
Область распространения охватывает Восточную Азию от Ассамских гор на северо-востоке Индии и юго-востока Бангладеш к юго-востоку до Вьетнама. Несколько разрозненных участков ареала находятся в Мьянме, северо-западном Таиланде, Камбодже и Лаосе. На севере дятел проникает в китайскую провинцию Юньнань. Наиболее типичные биотопы пестрогрудого дятла: светлые сосновые и дубовые леса, окраины широколиственных лесов, разрозненные группы деревьев, плодовые сады. Местами обычная птица. Встречается в промежутке между 800 и 2800 м над уровнем моря.

## Размножение
К размножению приступает в Индии с марта по май, в Мьянме с апреля по май, в других участках ареала с февраля по май. Выдалбливает дупло в стволе дерева или пня на высоте до 20 м над землёй. В кладке 4 или 5 яиц.